# فيلق اللغمجية
فيلق اللغمجية أو "وحدة الأنفاق" (بالتركية: Lağımcılar)،كانت وحدة عسكرية ضمن جيش الإنكشارية في الجيش العثماني يعملون على حفر الأنفاق والخنادق وتفجيرها بالقنابل. على عكس بعض فرسان التيمار (الإقطاعيون) من السباهية، كان اللغمجية يتلقون رواتب منتظمة، وكانت مهامهم تتركز بشكل خاص في حصار القلاع، حيث كانوا يحفرون الأنفاق للوصول إلى جدران الأسوار وتفجيرها من الأسفل، أو حفر الأنفاق حتى داخل القلعة لفتحها من الداخل.
في الحروب التي استخدمت فيها الأسلحة النارية، كانوا يحفرون الأنفاق حتى الخطوط الأمامية للعدو ثم يفجرونها باستخدام القنابل لتدمير الجنود والملاجئ مما يؤدي إلى إلحاق الضرر بجنود العدو وخنادقه.

## في الحروب
حفر الأنفاق (أو اللغم) كان استراتيجية حربية ما زالت تستخدم حتى اليوم في حرب فيتنام وفي طوفان الأقصى في غزة. بفضل هذه الاستراتيجية، تم فتح القسطنطينية. كما لعبوا دوراً كبيراً في فتح جزيرة رودس في عهد السلطان سليمان القانوني.

## الاسم
في المؤسسة العسكرية العثمانية، كان فيلق اللغمجية أحد الوحدات التابعة للخدمات الخلفية، واتخذ اسمه من معنى الكلمة التركية "لغم" وتُنطق بالتركية "لاغيم" (بالتركية: Lağım) ومعناها يُطلق على أي "نفق تحت الأرض".
يُطلق اسم "لاغيم باغلما" (بالتركية: lağım bağlama) على عملية "حفر الأنفاق تحت الأرض" لتدمير أسوار القلاع،
بينما يُسمّى "لاغيم آتما" (بالتركية: lağım atma) عندما يتم وضع البارود لتفجير الأنفاق.
من خلال النظر في استخدام هذه الطريقة في حصار القلاع، يبدو أنها كانت تستخدم بشكل متكرر في التاريخ، ويمكن ملاحظتها أيضًا في الدول التركية الإسلامية الأخرى غير العثمانية. ومع ذلك، كان العثمانيون قد تخصصوا بشكل خاص في حصار القلاع واستخدموها بشكل فعال، مما جعلها جزءًا مهمًا من التنظيم العسكري.

## التأسيس
لا يُعرف بالضبط متى تم تأسيس فيلق اللغمجية في الدولة العثمانية، ولكن هناك معلومات تفيد بوجود اللغمجية في عهدي السلطان محمد الأول والسلطان مراد الثاني.
يُعتقد أن تنظيمهم كفوج عسكري تم بعد فتح القسطنطينية، حيث لعبوا دورًا كبيرًا خلال حصار المدينة. ويُعرف أيضًا أنه خلال الفتح تم جلب جزء من هؤلاء اللغمجية من المناجم في البلقان. وبعد ذلك، تم تنظيمهم كوحدة عسكرية.
تطلبت عملية الحفر معرفة الرياضيات والهندسة، وبلغت ذروتها في القرن السادس عشر.

## دورهم
خلال فترة حكم السلطان سليمان القانوني (1520م-1566م)، كان اللغمجية يُستخدمون في أعمال صيانة وبناء قنوات المياه في إسطنبول.
عندما كان عدد اللغمجية غير كافٍ، كانت يتم دعم الزيادة من الخارج. على سبيل المثال، في عام 1566م، أثناء حملة حصار سيكتوار، وفي عام 1571م، أثناء الحملة على قبرص، تم طلب اللغمجية من مختلف المناطق.
كذلك، في حملة 1594م على النمسا، تم طلب 25 شخصًا من إسطنبول وغلطة. وفي عام 1596م، خلال الحملة على إيغري، تم إرسال 500 لغمجي. خلال حصار قلعتي إيغري، حدثت معارك في الأنفاق التي تم حفرها من الجانبين، ولعب اللغمجية دورًا مهمًا في تسليم القلعة.
في حصار قنديّة عام 1669م، تم طلب 700 لغمجي من مناطق مثل قيصرية (Kayseri)، ساماكوف (Samakov)، سيدري كابسي (Sidrekapsi)، سيلسترا (Silistre)، نيكبولو (Niğbolu)، وإسطنبول. كما شارك 50 لغمجي في حملة 1692م على كريت.
أظهر اللغمجية مهاراتهم الكبرى خلال حصار قنديّة (Kandiye) الطويل، وكان لهم دور كبير في الفتح الكامل للجزيرة. وتعلم الجنرال الفرنسي كلود الكسندر دي بونيفال (أحمد باشا الخمبرجى) هذه التقنية العسكرية العثمانية في مجال الحصارات وانتشرت إلى أوروبا.

## التدهور والإصلاح
لكن بعد فترة من الإهمال، بدأ التنظيم يتدهور، وبدأت المخصصات تُمنح بشكل عشوائي، وزاد عدد اللغمجية غير المؤهلين.
في فترة عصر الخزامى (Lale Devri)، تم بذل جهود لتحسين التنظيم. بعد معاهدة كوتشوك كاينارجي 1774م، تم إعادة التركيز على الجيش، حيث تم تعيين أفراد مناسبين للوظائف العسكرية، وتم منحهم أراضٍ ذات عوائد جيدة. وكان في بعض الأحيان يأتي السلطان نفسه إلى تدريبات اللغمجية في كاغتهانة ويكرم الناجحين منهم.
في فترة السلطان سليم الثالث (1789م-1807م)، تم تضمين إصلاحات "النظام الجديد"، حيث تم ربط اللغمجية بفيلق الخمبرجية ونُظمت سجلاتهم. وتم اختباراتهم واستبعاد الذين لا يملكون المهارات اللازمة. كما تم إنشاء معسكرات تدريب خاصة بهم في سوتلوجا (Sütlüce)، بالقرب من معسكرات الخمبرجية، وتم تدريبهم في مجالات مثل بناء الجسور والأنفاق والهندسة العسكرية. وتم تعيين ضباط مثل كتّاب ومعاونين في الفوج.
بعد عام 1795، تم فتح مدرسة هندسية عسكرية حيث بدأ اللغمجية يتلقون دروسًا في الرياضيات والهندسة، بالإضافة إلى التدريب المهني في العديد من المجالات.
وفي عام 1798م، تم تعديل رواتب الفيلق ليتم دفع رواتب يومية مماثلة لتلك التي يتم دفعها للخمبرجية.
في عام 1806م، حاولوا جعل اللغمجية مستقلين عن مدرسة المهندسين العسكرية، ولكن هذا لم يتحقق، وبعد عامين، تم دمجهم مرة أخرى في فوج الخمبرجية كجزء مستقل يسمى "سريّة اللغمجية" (Lağımcı Bölüğü).

## في العصر الحديث
بعد عصيان الكاباكجي مصطفى (Kabakçı İsyan)، تم إصلاح الجيش في إطار إصلاحات "النظام الجديد" في فترة السلطان سليم الثالث، وإعادة فيلق اللغمجية مرة أخرى.
وفي عصر السلطان محمود الثاني، أثناء إلغاء فوج الإنكشارية، لعب اللغمجية دورًا إيجابيًا في إحداث التغيير، وعُرِفوا بدورهم في تنظيم الجيش الجديد.
بعد إنشاء "العساكر المنصورة المحمدية"، تم إحضار اللغمجية من الروملي والأناضول إلى إسطنبول وإجراء تسجيلاتهم. تم التخلص من ألقاب الفروسية وتم دمجهم مع المدفعجية والخمبرجية في "دائرة المدفعية الإمبراطورية".

## التراجع
على الرغم من أن اللغمجية استمروا في تلقي التدريب في مدرسة المهندسين، إلا أنهم بدأوا في التراجع مع مرور الوقت ليحل محلهم الطبقات العسكرية الحديثة.
ومع بداية الحرب العالمية الأولى وفترة المشروطية الثانية، كان لهم دور كبير في بعض الأنشطة العسكرية.

## أنظر أيضا
- حرب الأنفاق.
- معركة موهاج.

## مصدر
1. 1 2  "LAĞIMCI OCAĞI". TDV İslâm Ansiklopedisi (بالتركية). Archived from the original on 2025-02-25. Retrieved 2025-02-25.
2. ↑  Lağım Harekatı (PDF) (بالتركية). p. 35. Archived from the original (PDF) on 2025-01-20. Retrieved 29 Temmuz 2024. {{استشهاد بكتاب}}: تحقق من التاريخ في: |تاريخ-الوصول= (help)